# 李平 (1953年11月)
李平（1953年11月—），吉林省吉林市人，中华人民共和国地方政府官员。
毕业于中共广东省委党校哲学专业、吉林大学研究生课程进修班社会学专业、吉林师范学院政治系及东北师范大学历史系，研究生学历及法学硕士。他于1968年10月参加工作，1973年12月加入中国共产党。並到吉林省舒兰县下乡插队。後擔任大队团总支书记、五七排副排长、中共吉林市委办公厅秘书、吉林市人民代表大会办公厅秘书。1985年进入深圳市工作，曾任深圳市人民政府办公厅副主任科员、主任科员、接待处副处长、深圳市建设局办公室负责人、主任、局长助理。2001年任深圳市地铁有限公司总经理、党委副书记，2007年3月至2011年12月任深圳市人民政府秘书长，2008年8月起任南方科技大学（筹）临时党委副书记（正厅级）。2015年3月27日因涉嫌严重违纪违法，被中共广东省纪委调查。2015年7月23日被开除党籍。